# Strömsunds kommun
Strömsunds kommun är en kommun i Jämtlands län. Centralort är Strömsund.
I nordvästra delen av kommunen finns relativt låga fjäll medan sjörik förfjällsterräng hittas i sydvästra delen av kommunen. Det traditionella jord- och skogsbruket har nästintill helt slagits ut och industrisektorn har istället vuxit. 
Befolkningstrenden har sedan 1930-talet varit negativ och mellan 1960 och 2015 mer än halverades antalet invånare. Kommunen är ett starkt fäste för Socialdemokraterna och partiet har, tillsammans med Vänsterpartiet, styrt kommunen efter samtliga val under 2010-talet.

## Administrativ historik
Kommunens område motsvarar socknarna, Ström, Alanäs, Hammerdal, Frostviken, Fjällsjö, Bodum och Tåsjö. I dessa socknar bildades vid kommunreformen 1862 landskommuner med motsvarande namn. 1893 tillkom Gåxsjö landskommun genom en utbrytning ur Hammerdals landskommun.
Strömsunds municipalsamhälle inrättades 19 januari 1901 och upplöstes vid utgången av 1962. Hammerdals municipalsamhälle inrättades 9 maj 1941 och upplöstes vid utgången av 1965.
Vid kommunreformen 1952 återförenades Gåxsjö landskommun med Hammerdals landskommun, samtidigt som Bodums landskommun uppgick i Fjällsjö landskommun (då i Västernorrlands län), och Alanäs landskommun uppgick i Ströms landskommun, medan Frostvikens landskommun och Tåsjö landskommun förblev opåverkade.
1967 uppgick Tåsjö landskommun i Fjällsjö landskommun. Vid kommunreformen 1971 bildades Ströms, Frostvikens, Hammerdals och Fjällsjö kommuner av motsvarande landskommuner. Strömsunds kommun bildades 1974 av dessa fyra kommuner.
Kommunen ingick från bildandet till 1982 i Jämtbygdens domsaga, och kommunen ingår sedan 1982 i Östersunds domsaga.
Kommunen ingår sedan 2010 i Förvaltningsområdet för samiska, kommunnamnet på sydsamiska är  Straejmien tjïelte .

## Geografi
Kommunen gränsar i väst till Krokoms kommun och de norska kommunerna Røyrvik och Lierne i Trøndelag fylke, i syd till Östersunds kommun och Ragunda kommun i Jämtlands län, i nord till Dorotea kommun och Vilhelmina kommun i Västerbottens län och i öst till Sollefteå kommun i Västernorrlands län. Kommunen ligger i landskapen Jämtland och Ångermanland med en mindre kil norr om Tåsjön i Lappland.

### Topografi och hydrografi

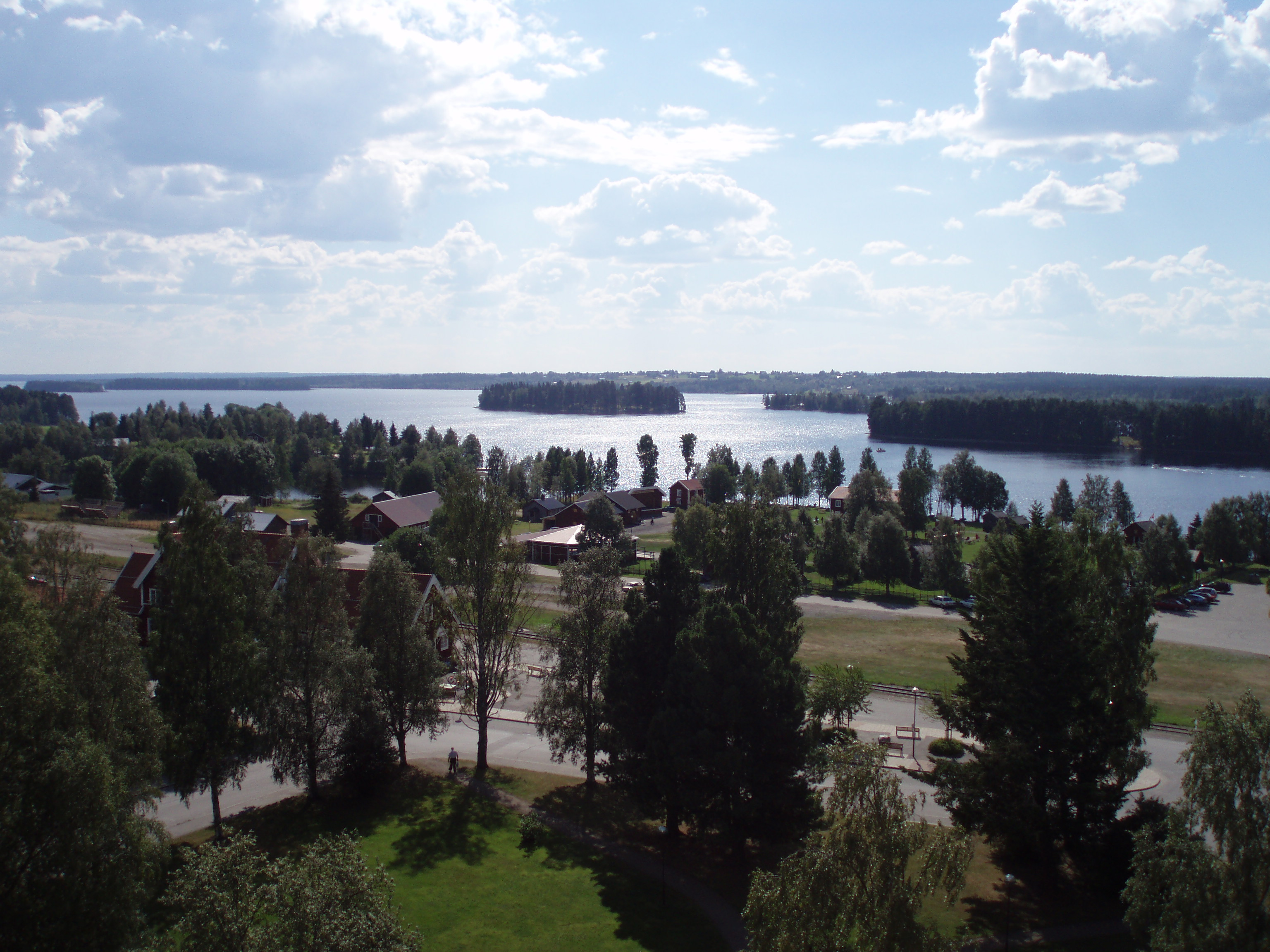
Utsikt över Russfjärden, Ströms Vattudal.

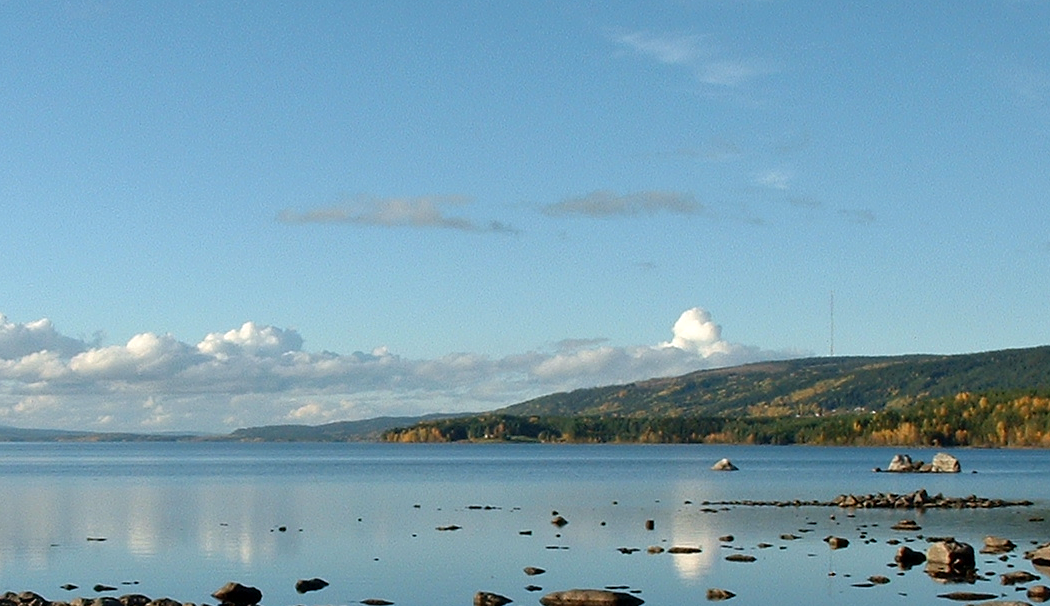
Tåsjömasten.

Den till arealen stora kommunen har flera olika naturtyper. Längst i nordväst finns storbruten fjällnatur. Fjällen är dock relativt låga med få toppar högre än 1 200 meter. De högsta fjällen är det mäktiga Sielkentjakke med sina 1 315 meter över havet och den svenska delen av Sipmeke (vid Riksröse 203A) som är 1 393 meter över havet. Fjällnaturen övergår sedan i så kallad förfjällsterräng med delvis sjöfyllda nordväst–sydöstliga dalar. Genom Ströms Vattudals 16 mil långsträckta sjösystem rinner Faxälven vidare mot sydöst. Vidsträckta slättområden i form av skog- och myrmarker med moräntäckta kalkstenar och skiffrar finns mellan fjällkedjan och urbergets skogklädda bergskullterräng längst i öster. De nämnda bergarterna har, framför allt i kommunens södra del, gett upphov till en näringsrik odlingsbar jord. De geografiska förhållandena har också resulterat i att ängs- och myrmarkerna är mycket artrika på sina ställen.
Den geologiska trädgården vid Hjalmar Strömerskolan visar den lokala geologin och floran.
Nedan presenteras andelen av den totala ytan 2020 i kommunen jämfört med riket.
|  | Bebyggelse (1,0 %) |

|  | Skog (73,4 %) |

|  | Öppen myrmark (10,1 %) |

|  | Jordbruksmark (0,5 %) |

|  | Övrig mark (15,0 %) |

|  | Bebyggelse (3,1 %) |

|  | Skog (68,0 %) |

|  | Öppen myrmark (7,2 %) |

|  | Jordbruksmark (7,4 %) |

|  | Övrig mark (14,3 %) |

### Naturskydd
År 2022 fanns 55 naturreservat i Strömsunds kommun. Ett exempel är Stormyrhögen med en trollskog klädd med lavar och mossor. I reservatet finns minst 13 rödlistade arter. Ett annat exempel är Siljeåsen som även är klassad som Natura 2000-område. Hela reservatet består av gammal granskog varav hälften sumpskog. På den kalkrika marken växer exempelvis skogsrör, kransrams,  knärot, tvåblad och guckusko.

### Administrativ indelning

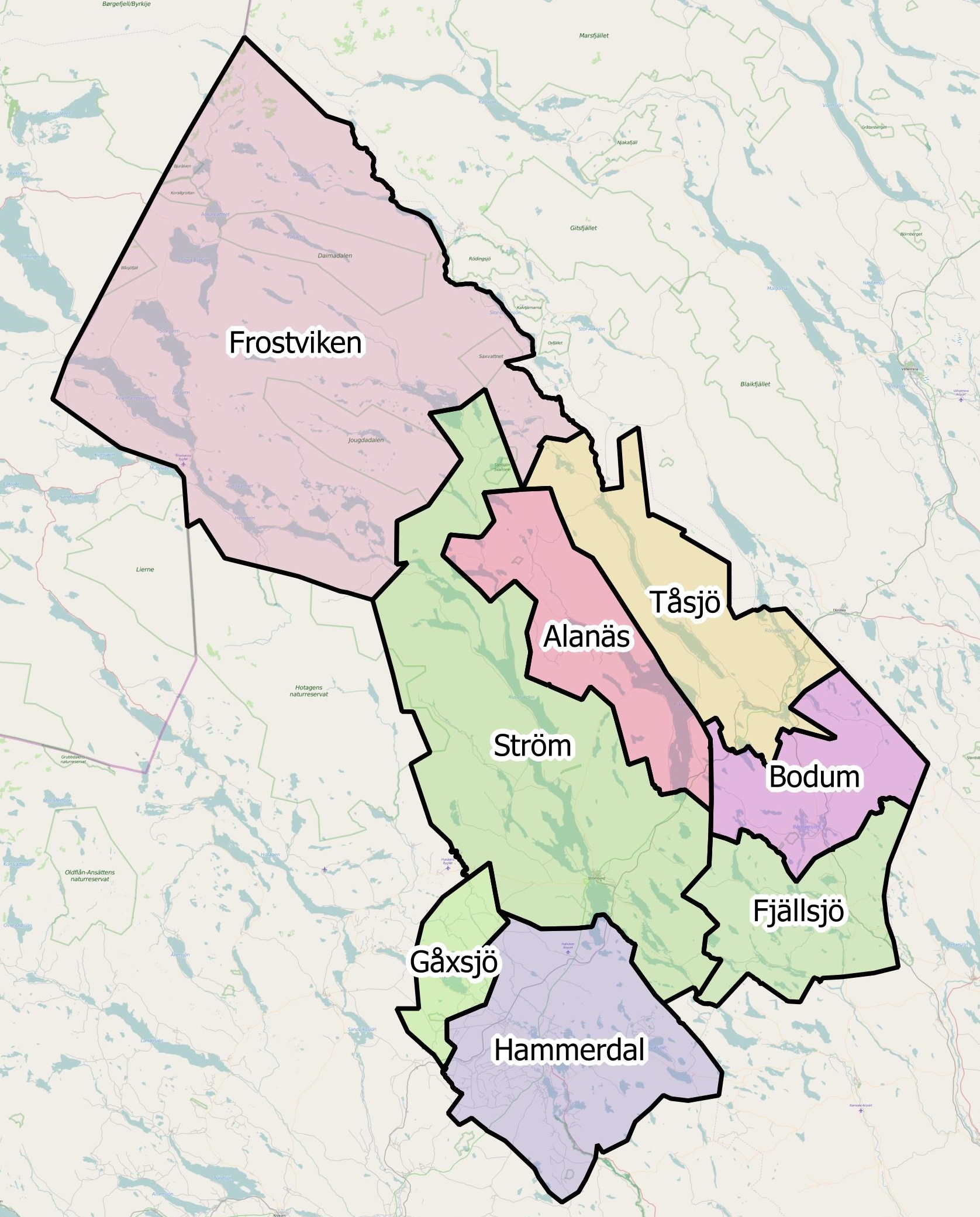
Distrikt (socknar) i Strömsunds kommun.

Fram till 2016 var kommunen för befolkningsrapportering indelad i sju församlingar – Frostviken, Gåxsjö, Hammerdal, Ström-Alanäs, Bodum, Fjällsjö och Tåsjö. 
Från 2016 övergick indelningen till att vara baserad på åtta distrikt, vilka motsvarar de tidigare socknarna – Alanäs, Bodum, Fjällsjö, Frostviken, Gåxsjö, Hammerdal, Ström och Tåsjö.

### Tätorter
Strömsunds kommun är en utpräglad glesbygdskommun med cirka 60 procent av befolkningen boende i tätorter och 28 procent i centralorten.
Det finns sju tätorter i Strömsunds kommun. I tabellen presenteras tätorterna i storleksordning. Centralorten är i fet stil.
| Nr | Tätort    | Folkmängd 2015 | Landskap     |
| -- | --------- | -------------- | ------------ |
| 1  | Strömsund | 3 690          | Jämtland     |
| 2  | Hammerdal | 1 043          | Jämtland     |
| 3  | Hoting    | 648            | Ångermanland |
| 4  | Backe     | 535            | Ångermanland |
| 5  | Rossön    | 344            | Ångermanland |
| 6  | Gäddede   | 321            | Jämtland     |
| 7  | Näsviken  | 226            | Jämtland     |

## Styre och politik

### Styre
Strömsunds kommun är en starkt Socialdemokratisk kommun. Socialdemokraternas dominerande ställning har genom åren försvagats successivt vid varje val fram till 1998 då man förlorade tre mandat och den egna majoriteten i kommunfullmäktige. Man inledde ett samarbete med Vänsterpartiet, men det var kortvarigt och i stället bildade man majoritet med Centerpartiet. Efter kommunvalet 2002 regerade Socialdemokraterna i minoritet men med stöd av Centerpartiet.
Vid kommunvalet 2006 gjorde det lokala partiet Rättvis Demokrati inträde i kommunfullmäktige och blev näst största parti. Samtidigt åkte Miljöpartiet och Kristdemokraterna ut ur fullmäktige. Rättvis Demokrati ville bilda en allians med de borgerliga partierna i kommunen och bollen låg hos Centerpartiet som förhandlade med Socialdemokraterna som man stöttat i åtta års tid. Centerpartiet valde till sist att ingå i allians med Rättvis Demokrati, Moderaterna och Folkpartiet. Denna allians har kommit att benämnas "Strömsundsalliansen". Karin Stierna (C) utsågs till kommunstyrelsens ordförande och kommunalråd på heltid. Jan-Olof Andersson (M) utsågs till förste vice ordförande och kommunalråd på halvtid och Göran Edman (Rättvis Demokrati) utsågs till andre vice ordförande och även han som kommunalråd på halvtid. Lennart Oscarsson (S), tidigare kommunstyrelsens ordförande, utsågs till tredje vice ordförande och oppositionsråd. I och med detta hamnade Socialdemokraterna i opposition för första gången sedan kommunen bildades.
De borgerliga partierna valde den 10 oktober 2007 att avbryta samarbetet med Rättvis Demokrati. Strömsunds kommuns nya styre blev klart den 19 december 2007 då de borgerliga partierna fick mandat att styra kommunen i minoritet, med 15 röster för och 12 emot (RD och V). Fem Socialdemokrater valde att stödja de borgerliga partierna och de övriga åtta avstod från att rösta. Karin Stierna fick fortsätta som kommunalråd på heltid och Jan-Olof Andersson blev kommunalråd på 75 procent, samtidigt som Göran Edman inte fick fortsätta som kommunalråd. Mandatperioden 2010 till 2014 styrde Socialdemokraterna i en majoritetskoalition med Vänsterpartiet.
Samma koalition fortsatte sedan att styra i majoritet efter valen 2014 och 2018. Efter valet 2022 valde Socialdemokraterna och Centerpartiet att blida styre tillsammans.  

### Kommunfullmäktige

#### Presidium
| Presidium 2022–2026    | Presidium 2022–2026 | Presidium 2022–2026 |
| ---------------------- | ------------------- | ------------------- |
| Ordförande             | S                   | Elisabeth Lindholm  |
| Förste vice ordförande | C                   | Magnus Svensson     |
| Andre vice ordförande  | M                   | Catarina Espmark    |

#### Mandatfördelning 1973–2022
| 3 | 26 | 14 | 2 |  | 3 |

| 46 |

| 3 | 26 | 14 | 2 |  | 3 |

| 43 |

| 3 | 27 | 12 | 2 |  | 4 |

| 39 | 10 |

| 3 | 29 | 11 |  |  | 4 |

| 36 | 13 |

| 3 | 28 | 10 | 3 |  | 4 |

| 36 | 13 |

| 3 | 27 | 2 | 10 | 3 |  | 3 |

| 30 | 19 |

| 3 | 26 |  | 11 | 3 |  | 4 |

| 28 | 21 |

| 5 | 25 | 2 | 10 | 3 |  | 3 |

| 26 | 23 |

| 9 | 22 | 2 | 9 |  | 2 | 4 |

| 28 | 21 |

| 8 | 22 |  | 10 | 2 | 2 | 4 |

| 27 | 22 |

| 3 | 13 | 9 | 5 |  | 4 |

| 18 | 17 |

| 3 | 17 | 3 | 2 | 5 | 5 |

| 22 | 13 |

| 3 | 17 |  | 2 | 3 | 5 | 4 |

| 21 | 14 |

| 2 | 16 | 2 | 4 | 7 | 4 |

| 20 | 15 |

| 2 | 13 |  | 6 | 5 | 8 |

| 17 | 18 |

### Nämnder

#### Kommunstyrelse
Totalt har kommunstyrelsen 15 ledamöter, varav Socialdemokraterna har sju, Centerpartiet har tre, Moderaterna har två, Rättvis demokrati, Sverigedemokraterna och Vänsterpartiet har en ledamot vardera.
| Presidium 2022–2026    | Presidium 2022–2026 | Presidium 2022–2026 |
| ---------------------- | ------------------- | ------------------- |
| Ordförande             | S                   | Susanne Hansson     |
| Förste vice ordförande | C                   | Mats Gärd           |
| Andre vice ordförande  | M                   | Simon Högberg       |

#### Lista över kommunstyrelsens ordförande
| Namn | Namn                  | Tillträdde     | Avgick           |
| ---- | --------------------- | -------------- | ---------------- |
|      | Lennart Oscarsson (S) | 1998           | 31 december 2006 |
|      | Karin Stierna (C)     | 1 januari 2007 | 31 december 2010 |
|      | Gudrun Hansson (S)    | 1 januari 2011 | 30 april 2015    |
|      | Susanne Hansson (S)   | 10 juni 2015-  |                  |

#### Övriga nämnder
| Nämnd                                 | Ordförande | Ordförande        | Vice ordförande | Vice ordförande  |
| ------------------------------------- | ---------- | ----------------- | --------------- | ---------------- |
| Barn-, kultur- och utbildningsnämnden | S          | Sara Kjellsdotter | M               | Karin Holmquist  |
| Miljö- och byggnämnden                | S          | Tomas Jangenmalm  | M               | Herman Holmquist |
| Socialnämnden                         | S          | Morgan Olsson     | M               | Eskil Ehnberg    |
| Valnämnden                            | S          | Gudrun Andreasson | M               | Herman Holmquist |

### Vänorter
Strömsunds kommun har en vänort:
- Hausjärvi, Finland

## Ekonomi och infrastruktur

### Näringsliv
Jordbruksnäringen, som tidigare var omfattande och basen för försörjningen inom kommunen, slogs nästan helt ut under 1900-talets andra hälft. Även den förut så dominerande skogsnäringen har under de senaste tjugo åren minskat i betydelse. Många arbetstillfällen har därigenom försvunnit, vilket speglas i att befolkningen minskat med omkring 10 000 personer inom gränserna för den nuvarande kommunen sedan slutet av 1950-talet.
Det finns dock ett mindre träföretag kvar, Norrskog Wood Products AB (hyvlade trävaror) i Hammerdal. Vid sidan av träindustrin finns i kommunen även en del metall-, betong- och livsmedelsindustri. Ett mycket expansivt verkstadsföretag under senare år har varit Engcon. Under en lång tid på 1900-talet kom även utbyggnaden av flera stora vattenkraftverk i kommunen att generera många arbetstillfällen. Turistnäringen med service- och tjänstenäringarna har ökat sedan 1980-talet, största arbetsgivare är dock kommunen själv.

### Infrastruktur

#### Transporter
Genom sydöstra delen av kommunen går ett flertal större vägar som Riksväg 45 samt länsvägarna 331, 339, 344, 345, 346. Länsväg 342 kommer in i kommunen från sydöst och genomkorsar kommunen mot Norge.

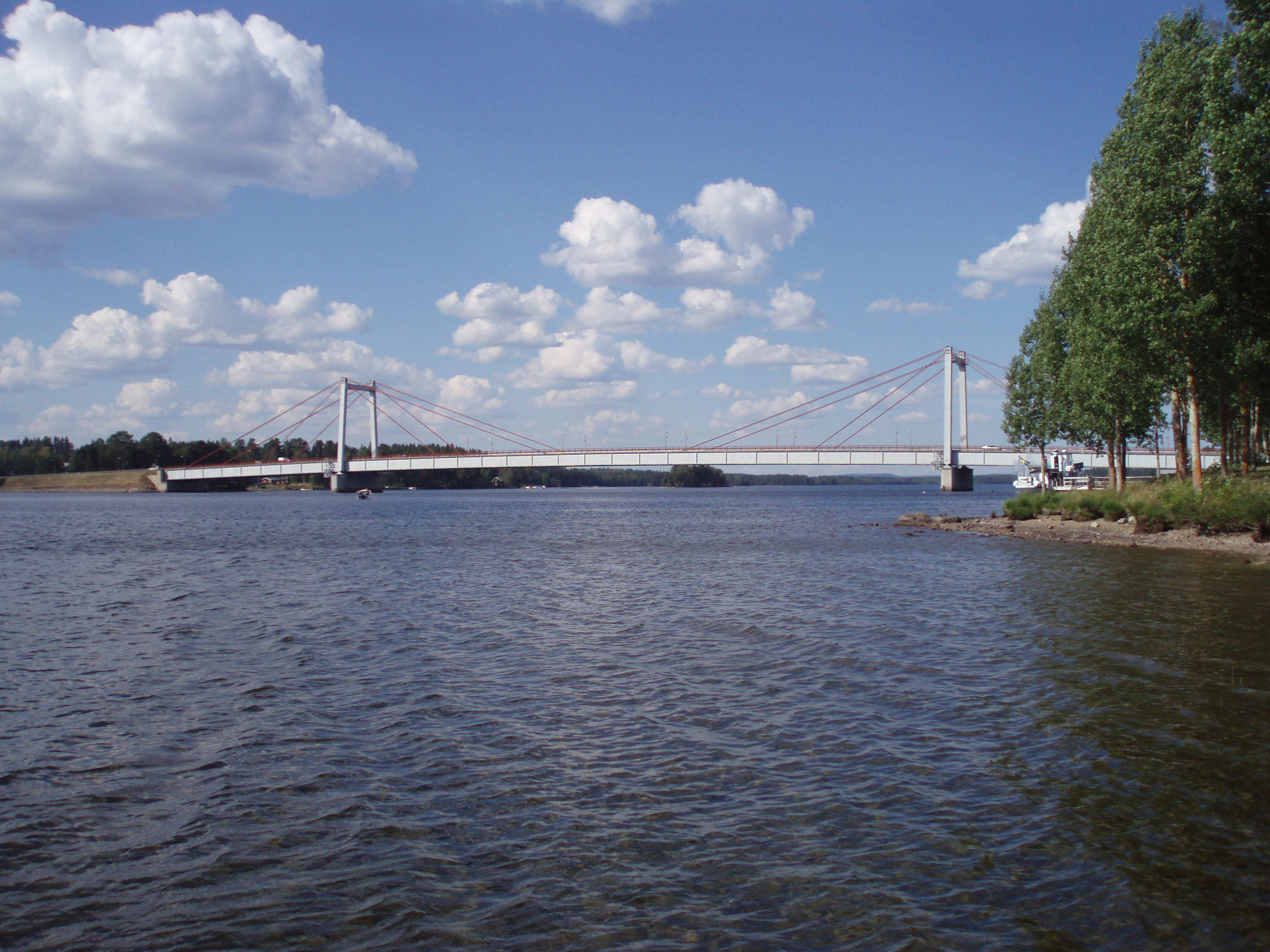
Strömsundsbron.

Sedan 1912 genomkorsas kommunen i sydvästlig–nordöstlig riktning av Inlandsbanan. Bibana finns till Strömsund från Ulriksfors. Även Hammerdal har haft järnvägsförbindelse genom en nio kilometer lång bibana. Denna revs dock upp 1985.
Hallvikens flygfält byggdes under andra världskriget som militär flygplats, men på 1960-talet ombildades den till civil flygplats med flygtaxitrafik. Under fem år gick flyg tur och retur Hallviken-Bromma och Hallviken-Sundsvall men verksamheten lades ner 1974. Därefter har flygplatsen tagits över av Strömsunds flygklubb.

#### Utbildning
År 2022 fanns nio grundskolor varav den största hade 200 elever och den minsta hade fem elever. Strömsunds kommuns enda gymnasieskola, Hjalmar Strömerskolan, hade både yrkesutbildningar och högskoleförberedande program. Vid gymnasiet fanns också ett nationellt idrottsgymnasium inom sportskytte. År 2014 öppnade Campus Strömsund där Uppsala universitet och Campus Gotland skulle hålla i utbildningar inom bland annat vindkraft. År 2021 var andelen personer i åldersgruppen 25 till 64 år med minst tre års eftergymnasial utbildning 13,9 procent, vilket var lägre än genomsnittet för Sverige där andelen var 29,6 procent.

## Befolkning

### Demografi

#### Befolkningsutveckling
Kommunen har 11 006 invånare (31 mars 2025), vilket placerar den på 203:e plats avseende folkmängd bland Sveriges kommuner.
| Befolkningsutvecklingen i Strömsunds kommun 1850–2020 | Befolkningsutvecklingen i Strömsunds kommun 1850–2020 | Befolkningsutvecklingen i Strömsunds kommun 1850–2020 | Befolkningsutvecklingen i Strömsunds kommun 1850–2020 | Befolkningsutvecklingen i Strömsunds kommun 1850–2020 |
| ----------------------------------------------------- | ----------------------------------------------------- | ----------------------------------------------------- | ----------------------------------------------------- | ----------------------------------------------------- |
|                                                       |                                                       |                                                       |                                                       |                                                       |
| År                                                    |                                                       |                                                       | Folkmängd                                             |                                                       |
| 1850                                                  | 1850                                                  |                                                       | 7 506                                                 |                                                       |
| 1860                                                  | 1860                                                  |                                                       | 9 309                                                 |                                                       |
| 1870                                                  | 1870                                                  |                                                       | 11 583                                                |                                                       |
| 1880                                                  | 1880                                                  |                                                       | 14 603                                                |                                                       |
| 1890                                                  | 1890                                                  |                                                       | 17 808                                                |                                                       |
| 1900                                                  | 1900                                                  |                                                       | 19 940                                                |                                                       |
| 1910                                                  | 1910                                                  |                                                       | 22 504                                                |                                                       |
| 1920                                                  | 1920                                                  |                                                       | 25 579                                                |                                                       |
| 1930                                                  | 1930                                                  |                                                       | 26 644                                                |                                                       |
| 1940                                                  | 1940                                                  |                                                       | 26 161                                                |                                                       |
| 1950                                                  | 1950                                                  |                                                       | 25 139                                                |                                                       |
| 1960                                                  | 1960                                                  |                                                       | 23 788                                                |                                                       |
| 1970                                                  | 1970                                                  |                                                       | 18 460                                                |                                                       |
| 1975                                                  | 1975                                                  |                                                       | 17 758                                                |                                                       |
| 1980                                                  | 1980                                                  |                                                       | 17 343                                                |                                                       |
| 1985                                                  | 1985                                                  |                                                       | 16 611                                                |                                                       |
| 1990                                                  | 1990                                                  |                                                       | 16 093                                                |                                                       |
| 1995                                                  | 1995                                                  |                                                       | 15 316                                                |                                                       |
| 2000                                                  | 2000                                                  |                                                       | 13 938                                                |                                                       |
| 2005                                                  | 2005                                                  |                                                       | 12 931                                                |                                                       |
| 2010                                                  | 2010                                                  |                                                       | 12 185                                                |                                                       |
| 2015                                                  | 2015                                                  |                                                       | 11 712                                                |                                                       |
| 2020                                                  | 2020                                                  |                                                       | 11 488                                                |                                                       |

#### Utländsk bakgrund
Den 31 december 2014 utgjorde antalet invånare med utländsk bakgrund (utrikes födda personer samt inrikes födda med två utrikes födda föräldrar) 1 334, eller 11,24 % av befolkningen (hela befolkningen: 11 873 den 31 december 2014). Den 31 december 2002 utgjorde antalet invånare med utländsk bakgrund enligt samma definition 532, eller 3,98 % av befolkningen (hela befolkningen: 13 371 den 31 december 2002).

#### Invånare efter de vanligaste födelseländerna
Den 31 december 2014 utgjorde folkmängden i Strömsunds kommun 11 873 personer. Av dessa var 1 193 personer (10,0 %) födda i ett annat land än Sverige. I denna tabell har de nordiska länderna samt de 12 länder med flest antal utrikes födda (i hela riket) tagits med. En person som inte kommer från något av de här 17 länderna har istället av Statistiska centralbyrån förts till den världsdel som deras födelseland tillhör.
| Födelseland      | Födelseland                       | Födelseland |
| ---------------- | --------------------------------- | ----------- |
| 31 december 2014 |                                   |             |
| 1                | Sverige                           | 10 680      |
| 2                | Asien: Övriga länder              | 211         |
| 3                | Europeiska unionen: Övriga länder | 131         |
| 4                | Afrika: Övriga länder             | 128         |
| 5                | Norge                             | 120         |
| 6                | Tyskland                          | 102         |
| 7                | Afghanistan                       | 86          |
| 8                | Finland                           | 76          |
| 9                | Thailand                          | 70          |
| 10               | Syrien                            | 44          |
| 11               | Polen                             | 41          |
| 12               | Turkiet                           | 40          |
| 13               | Iran                              | 29          |
| 14               | Europa utom EU: Övriga länder     | 26          |
| 15               | Somalia                           | 25          |
| 16               | Danmark                           | 21          |
| 17               | Sydamerika                        | 16          |
| 18               | Nordamerika                       | 14          |
| 19               | Kina                              | 8           |
| 20               | Bosnien och Hercegovina           | 2           |
| 20               | Okänt födelseland                 | 2           |
| 22               | / SFR Jugoslavien/FR Jugoslavien  | 1           |
| 23               | Irak                              | 0           |
| 23               | Island                            | 0           |
| 23               | Oceanien                          | 0           |
| 23               | Sovjetunionen                     | 0           |

## Kultur

### Museum
Bland kommunens museer återfinns Beppe Wolgers-museet på hembygdsgården i Strömsund, Hotings Bilmuseum och Stenåldersmuseet i Rossön.

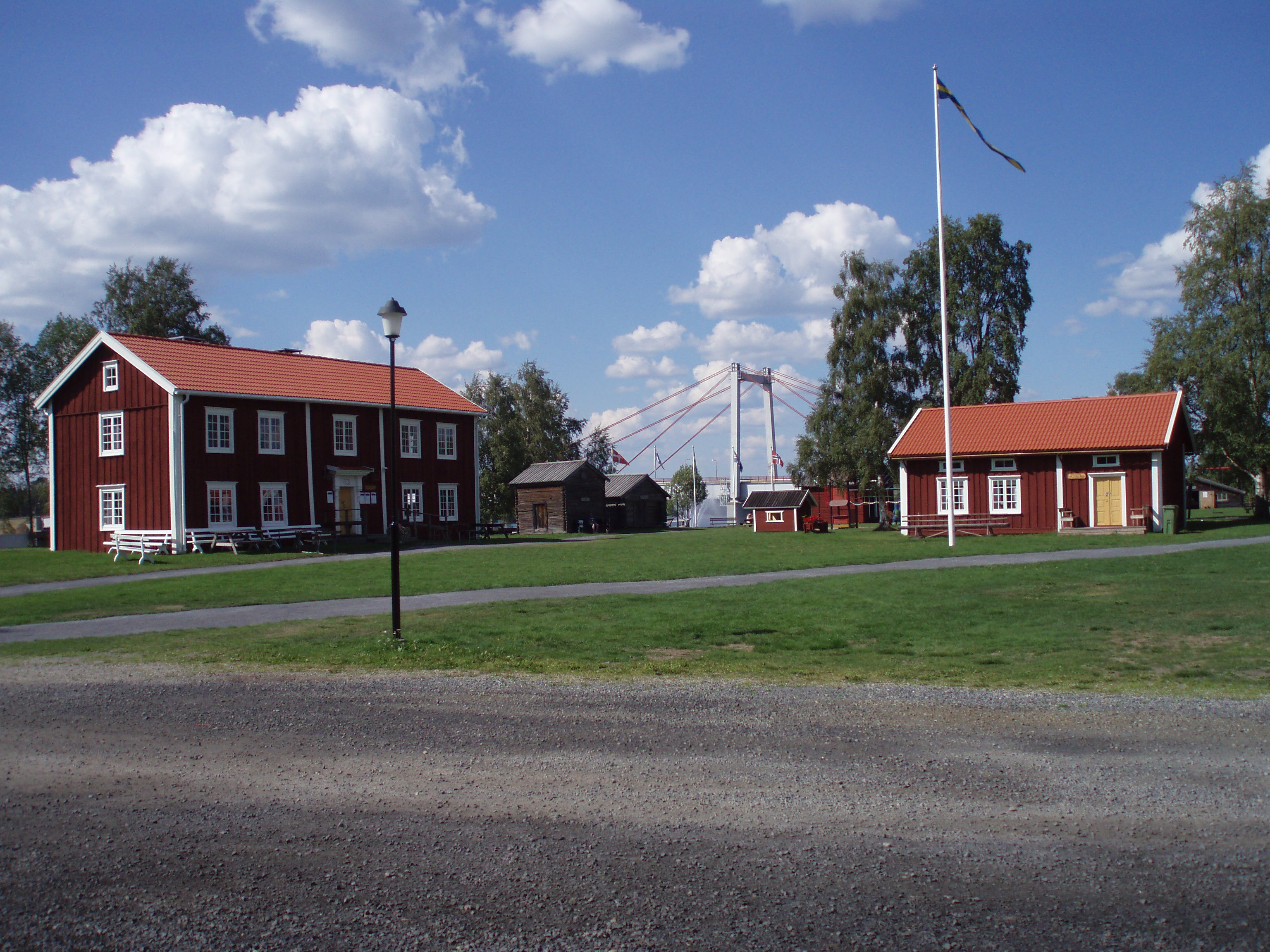
Ströms hembygdsgård.

I kommunen finns ett antal hembygdsgårdar, till exempel Fjällsjö hembygdsgård, Frostvikens hembygdsgård, Hammerdals hembygdsgård, Kyrktåsjö hembygdsgård, Rossöns hembygdsgård, Valågårdens bygdegård i Hoting och Ströms hembygdsgård med bland annat en unik samling båtmotorer.
Vid hembygdsgården i Backe finns en byggnadsminnesförklarad kägelbana.
I Lusthuset vid Yxskaftkälen finns, förutom en vattenträdgård, ett miniatyrlandskap föreställande Yxskaftkälens järnvägar.

### Kulturarv
Redan under stenåldern fanns det bosättningar på flera platser. Åtminstone tre av de nuvarande församlingskyrkorna i kommunen har haft medeltida föregångare. Ströms kyrka, som byggdes 1845–47, ersatte en medeltida stenkyrka byggd omkring 1300. Nära kyrkan har också några vikingatida fynd gjorts. Bland kultursevärdheterna kan förutom de tio kyrkorna, Alanäs kyrka, Ankarede kapell, Bodums kyrka, Fjällsjö kyrka, Gäddede kyrka, Gåxsjö kyrka, Hammerdals kyrka, Ströms kyrka, Tåsjö kyrka och Vikens kapell, . På Långön utanför Hoting finns gravfält från vikingatiden och vid Brattforsen (mellan Backe och Strömsund) och Fångsjön finns hällmålningar daterade till cirka 2 500–2 000 f.Kr.

### Kommunvapen
Blasonering: På en delad sköld med den övre delen i rött har placerats STRÖMSUNDSBRON i svart siluett. På sköldens undre del mot silverbotten blå vågor föreställande vatten i STRÖMS VATTUDAL.
Vapnet tillkom genom en utlyst tävling 1973. Vapnet bryter mot flera heraldiska regler och godkändes inte av statsheraldikern, men hans utslag är endast rådgivande och kommunen lät ändå registrera det hos Patent- och registreringsverket 1974. Alla de ingående tidigare kommunerna hade heraldiska vapen, men man beslutade att använda ett helt nytt, gemensamt, vapen.